# ゲルリンデ・カルテンブルンナー

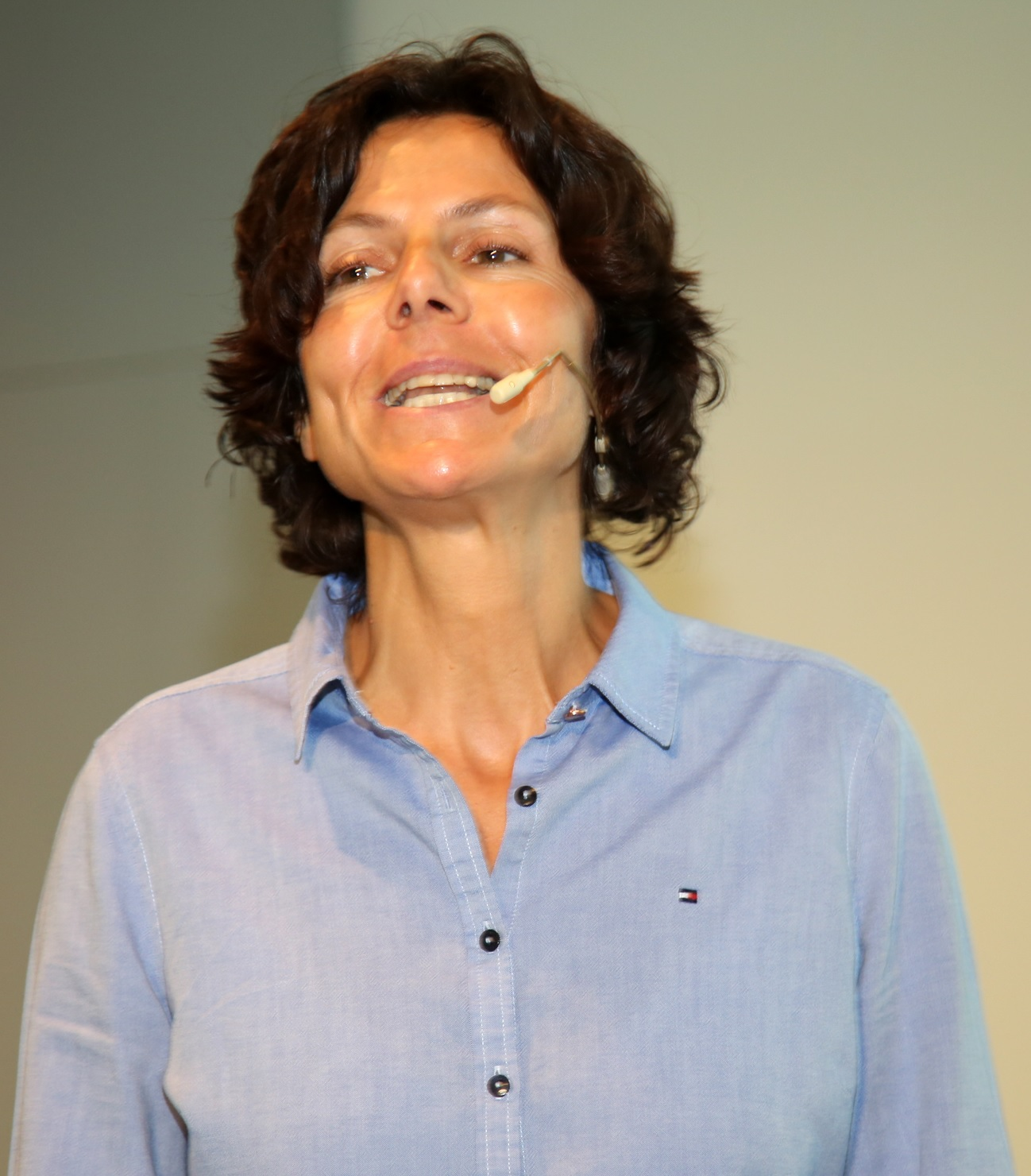
ゲルリンデ・カルテンブルンナー（2015年）

ゲルリンデ・カルテンブルンナー（Gerlinde Kaltenbrunner：1970年12月13日 - ）はオーストリアの登山家。女性として初めて8000メートル峰全14座の無酸素登頂に成功した。酸素ボンベ使用下での8000メートル峰全14座の登頂者としても、2人目の女性登山家となる。名前はガリンダ・カールセンブラウナーと表記されることもある。

## 生い立ち
オーストリア中部の人口2200人の小さな山間の村、シュピタール・アム・ピュルンでゲルリンデは生まれた。6人兄弟でゲルリンデは5番目の子供で、山スキーをはじめ、様々なスポーツを熟していた。父親は地元の砕石場で働き、母親は地元のユースホステルの料理人であった。ゲルリンデはスポーツ校に進学するが競技会などで良い成績を残すと友人から妬まれるという経験が多々あり、それが彼女のライバル心を嫌う意識を育て結果的に彼女は一流選手にはなれなかった。登山家になってからも、他の女性登山家の記録を破ったりするのは好まないのはこのスポーツ校での経験に由来している。

## 登山歴
ゲルリンデの住む村の教会の神父は登山好きであった。ゲルリンデが彼に連れられてハイキングに出かけたのは7歳のときであった。13歳のときはロープを使用した本格的な登山を始めたが、これも神父の指南によるものであった。
1985年両親が離婚し当時14歳だったゲルリンデは10歳上の看護師をしている姉と一緒に暮らすようになる。ゲルリンデも看護師となり20歳の時に故郷から24kmほど離れたロッテンマンの病院に就職した。看護師になってからも登山は趣味となっており、1994年、24歳のときにカラコルム山脈のブロード・ピーク（世界で12番目に高い山：8051m）に挑戦し、天候の悪化により登頂は断念したものの、頂上から20m下まで到達した。このときにブロードピークの横に位置するK2を見て、ゲルリンデは強い衝撃を受けたとされるが、自分が将来その頂上に至るとは夢にも思っていなかった。父親は彼女の登山の趣味に強く反対していたが、彼女は働いて資金を貯めては海外に遠征するという生活を続け、結婚して子供を作るという選択肢を明快に否定した。登山中に遭難者の遺体を目にすることも多く、ゲルリンデは「幸せと喜びがこれほど密接に結びつくことが他にあるだろうか」と日誌に書き残している。看護婦をしていたために、人の死に接することも多く、姉は3回夫に先立たれていたので、死は生の一部なのだという考え方を持っていた。
1998年中国とネパールの国境に位置するチョー・オユーの登頂に成功。2002年にはネパールのマナスル（8163m）にも挑戦している。このとき山麓のベースキャンプで出会ったのが当時40歳のラルフ・ドゥイモビッツであり、その後2人は一緒に登山をするようになる。2003年オーストリア女性として初めてナンガ・パルバットへの登頂を成功させ、このことはオーストリアのメディアで大きく報道された。ゲルリンデはスポンサーの援助が得られるようになったので看護婦を辞めて登山家に専念して活動するようになった。スポンサーの受けも良く、講演会も毎回盛況でプロの登山家としても成功をおさめた。2006年1月、ドイツの雑誌『デア・シュピーゲル』は「デスゾーンの女王」の称号をゲルリンデに贈った。2006年までに8000m級14座のうち8座に登頂成功した。
2006年にローツェにもアタックしたが、この時は途中で登頂を断念した(2009年に再アタックして成功）。標高7250mのキャンプでは一足先に登頂を断念して引き返したラルフ・ドゥイモビッツがゲルリンデを待っており、その晩にラルフがゲルリンデにプロポーズをした。2007年にはかつて登頂を断念したブロード・ピークにも登頂成功している。
2007年5月、ゲルリンデはダウラギリ(8167m)に挑戦した。1998年にフランスのシャンタル・モーデュイは同じ場所で雪崩に巻き込まれて頚骨を骨折して死亡しているので、入念に場所を検討してテントを設営したが5月13日午前9時、彼女のテントは雪崩に飲み込まれて30m流され絶壁の手前で止まった。ゲルリンデはナイフを使ってテントを切り裂き、1時間かけて雪から脱出した。隣にはスペイン人パーティー3人が設営していたが、サンティアゴ・サガステとリカルド・バレンシアの2人が雪崩に飲み込まれ1時間後にゲルリンデらによって掘り出されたが既に死亡していた。装備品を雪崩で失ったこともあり下山せざるをえなくなったが、翌年ゲルリンデはダウラギリへの登頂を成功させている。
8000m14座登頂歴
- 1998 - チョー・オユー
- 2001 - マカルー
- 2002 - マナスル
- 2003 - ナンガ・パルバット
- 2004 - アンナプルナ　 5月28日　ラルフと竹内洋岳らと登頂
- 2004 - ガッシャーブルムI峰
- 2005 - シシャパンマ　5月7日　ラルフと竹内洋岳らと登頂
- 2005 - ガッシャーブルムII峰
- 2006 - カンチェンジュンガ　5月14日　ラルフと竹内洋岳らと登頂
- 2007 - ブロードピーク
- 2008 - ダウラギリ
- 2009 - ローツェ　5月2日　ラルフと竹内洋岳らと登頂
- 2010 - エベレスト
- 2011 - K2

## K2への無酸素登頂
2011年、ゲルリンデはK2への無酸素登頂を成功させ、女性として初めて8000メートル峰全14座の無酸素登頂者となった。K2はエベレストより登頂が困難とされ、「非情の山」と呼ばれる。ここではゲルリンデらのパーティがK2無酸素登頂に成功するまでの過程を紹介する。

### イリクまで
登山隊のメンバーは6人。ゲルリンデのK2挑戦は今回が4回目だった。夫のラルフがリーダーを務めた。2011年6月19日、中国最西部のシルクロードの古都であるカシュガルを出発。トヨタのランドクルーザー3台と2t以上の装備品を満載したトラックが使用された。車列は、タクラマカン砂漠の西側に沿って南下し、崑崙山脈のチラグサルディ峠(海抜4950m)を越えた後に悪路をゆっくり進みチベット高原のマザルに到達した。マザルはK2登山の中国側登山基地として利用されるが、一行はマザルよりさらに西に進み、キルギス人遊牧民の村であるイリク村に到着した。イリクには宿など無いので、族長が保有する建物の床に毛布を敷いて寝た。車が通行できるのはイリク村までで、ここで荷物をラクダに積み替えスルクワト川渓谷に向けて出発した。

### アタックの準備
キャラバン隊は、登山家6人、ウイグル人連絡官、キルギス人のコック、道中の食料となる羊数頭、牛6頭、ロバ8頭、ラクダ40頭であった。アギール峠（4780m）を超えて、ガッシャーブルム氷河を源流とするシャクスガム川渓谷を渡る。この時期のシャクスガム川の流れは雪溶け水のために非常に早く、ラクダが流されてしまうなど、ベースキャンプに至る道のりで最大の難所となっている。シャクスガム川渓谷を渡り、しばらく進むとやがてK2の姿が見えてくる。一行はここにベースキャンプを設営した。イリク村から徒歩で5日間の行程である。ベースキャンプからさらに15kmほど南に進んだ場所の氷河の上に前進キャンプ(4650m)を設営した。メンバーは登山ルートに沿って麓に第1キャンプ（5300m）-第3キャンプ（7250m）を開設し登頂の準備を行った。岩場に固定したロープの長さは2750mに達し、設置には6週間の時間を必要とした。

### 登頂開始
8月16日、アタックを開始。第1キャンプに到着すると、その夜だけで30cm以上の積雪が降り、遠方で雪崩が発生しているのが確認された。8月18日、降雪がやむのを待ってショルダー・デポキャンプ（6250m）を出発して第2キャンプ（6600m）に向かったが、新雪が多く雪が不安定であった。ラルフは雪崩の危険が高いと判断し、登頂を断念して単独で引き返した。ラルフはゲルリンデにもアタックを中止するように懇願したが、ゲルリンデは聞き入れなかった。事実、その後の登山メンバーによる小規模な雪崩が3回発生した。3回のうち最も大きな雪崩によって60m後方を進んでいたトミー（アルゼンチン出身の写真家）が飲み込まれた。トミーは自力で雪から脱出したが、雪崩によってルートが失われ引き返さざるを得ない状況となった。アタックメンバーはラルフとトミーを欠いて4人となった。カザフスタン出身の登山家マクスト・ジェマイエフとバシリー・ピフツォフはそれぞれ6度目と7度目のK2挑戦であり、ポーランド出身の映像作家ダリウス・ザウスキは4回目の挑戦であった。8月20日、第3キャンプに到着。前進キャンプまで後退したラルフは、衛星電話で気象情報を伝えたりアドバイスをしたりして登頂をサポートした。8月21日、一行は第4キャンプ(7950m)に到達した。

### デスゾーン
標高8000mからは人間の行動力や判断力が著しく鈍り、死と隣り合わせであるので「デスゾーン」と呼ばれる。第4キャンプから山頂までは標高差600mに過ぎないが、2008年に11人の死者を出した遭難事件以来ここに到達したのはゲルリンデらのメンバーが最初である。8月22日、4人は第4キャンプを出発し、「ジャパニーズ・クロワール」に到達した。「ジャパニーズ・クロワール」には胸まで沈む新雪が積もっており、6時間かかっても180mしか進むことが出来なかった。ラルフは無線で一度第4キャンプに戻ることを勧めたが、一行は最終的に8300mの地点で2人用の小さなテントを張ることにした。氷を切り崩して平面を造りテントを固定するだけで1時間30分かかり、午後8時過ぎに4人はテントに入ることが出来た。午前1時頂上に向けて最後のアタックを始めようとしたが、指先の感覚が無く、足も氷の塊を引きずっているようで体の震えも止まらなかった。とてもアタックは無理と判断されテントに戻って暖を取り、夜明けを待って出発した。ゲルリンデのリュックの中は手袋、トイレットペーパー、サングラス、包帯といった最低限の物品とスポンサーのオーストリアの石油会社の旗と仏像を入れた銅製の小箱が入っていた。午前7時に出発して130mの雪の斜面を目指した。午後3時に斜面の麓に到達。斜面では胸まで埋もれる雪に進路を阻まれ10歩毎に隊列の先頭を交代した。ラルフはその様子を麓から双眼鏡で観察してアドバイスを送った。やがて斜面は傾斜60度の岩場となったが積雪は浅くなり、一行は斜面を抜けて頂上に繋がる尾根に出ることに成功した。午後4時30分には山頂ドームが見えてきた。ゲルリンデは午後6時18分に山頂に到達。15分遅れてマクストとバシリーが到着、30分後にダリウスも到着した。オーストリアのヴェルナー・ファイマン首相は「偉業に感銘を受けた」と讃えた。カザフスタン首相はマクストとバシリーへの賛辞をツイッターに書き込んだ。

### 下山
ラルフは、山頂から4つの光の点が移動し、ジャパニーズ・クロワールに入るのを望遠鏡で確認した。K2での死亡事故の1/3以上は下山中に発生するので、ゲルリンデらの帰還を心配で見守っていたのだ。前進キャンプまで戻っていたトミーも、小さな光が山頂から8300mのビバーク地点に戻るのを14分間の長時間露光で撮影した。
第1キャンプには、途中で下山したラルフが妻であるゲルリンデに宛てた手紙が残されていた。2日後、第1キャンプを出発した一行をラルフが氷河の上で出迎えた。ゲルリンデはベースキャンプで2010年に一緒にK2に挑み滑落死した友人のフレデリック（後述）の父親と、息子が眠る山の山頂について衛星電話で話をした。ゲルリンデは帰国時には7kgも痩せていた。ミュンヘンの空港には家族全員が出迎えた。ビュール（Bühl）では祝賀会が開催され、K2の山頂で両手を突き上げるゲルリンデの写真をラベルに使用した、特製の3リットル赤ワインボトルが寄贈された。

## 映画
- 「K2: Siren of the Himalayas」 Dave Ohlson監督 URSUS FILMS - K2登山のドキュメンタリー映画に出演

## 出版
- Austrian Sportspeople ISBN 9781157229285- 他のオールトリア出身のスポーツ界著名人らと共に

## 特記事項
- 夫のラルフ・ドゥイモビッツ（Ralf Dujmovits　1961年5月12日ドイツ生まれ）は、ドイツを代表する登山家の1人で8000m峰14座は制覇済で、K2には1994年7月にパキスタン側ルートより登頂成功している[3]。ゲルリンデとラルフは、日本人の竹内洋岳とも一緒にパーティを組み登山することも多かった[3]。
- ゲルリンデは2010年にもK2に挑んでいる[3]。第3キャンプのすぐ上で落石があったため、夫のラルフは撤退したが、ゲルリンデは友人のフレデリック・エリクソンと登り続けた。ボトルネックという難所に至った時に、フレデリックはバランスを崩して足場を失い、900m滑落して死亡した[3]。ショックを受けたゲルリンデは登頂を断念した。フレデリックの遺体は回収が困難であることと、両親の希望によりその場所に安置されたままである。この2010年を含めて、ゲルリンデはK2登頂に3回失敗している（全て南壁からのアプローチ）[3]。